# وب‌کاوی

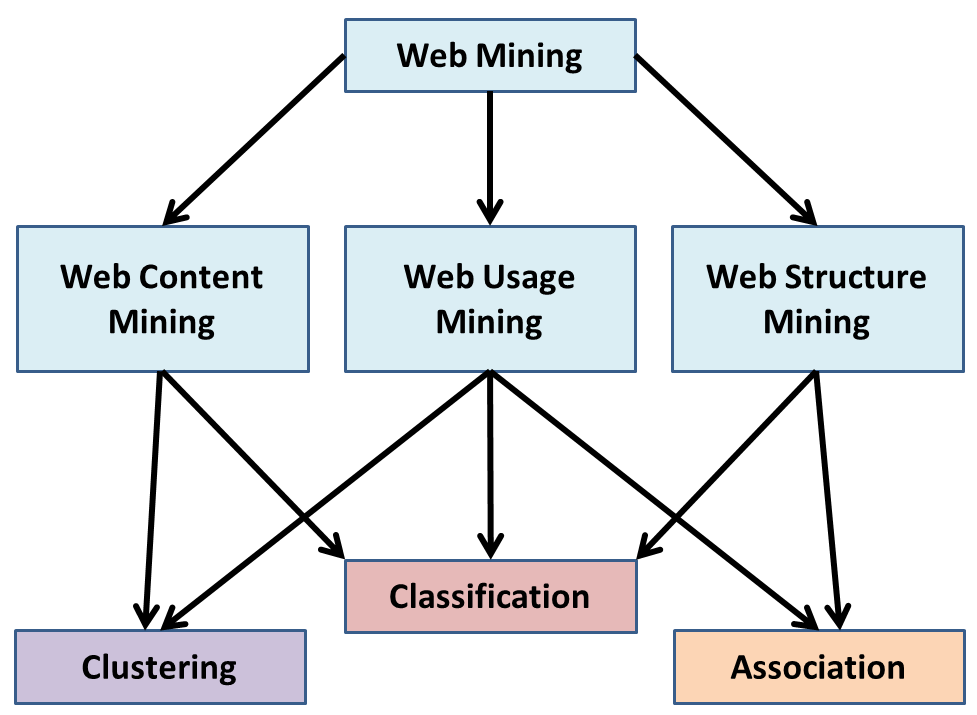
وِب‌کاوی

وِب‌کاوی به استفاده از روش‌های داده‌کاوی برای شناسایی و گردآوری الگوهای وب جهان‌گستر، با هدف درک بهتر نیازهای برنامه‌های کاربردی مبتنی بر وب گفته می‌شود. روش وب‌کاوی امکان استفاده از دستگاه‌های خودکار را برای نشان دادن و خروج اطلاعات و داده‌های مورد نیاز از سرورها و گزارش‌های وب۲ می‌دهد و به سازمان‌ها اجازه می‌دهد تا به اطلاعات سازمان‌یافته و بدون ساختار از فعالیت‌های مرورگرها، سیاهه‌های سرور، وبگاه‌ها و ساختار پیوندها، محتوای صفحات و منابع مختلف دسترسی پیدا کنند.
بر اساس نوع تحلیل مورد نظر، وب‌کاوی به سه دسته زیر تقسیم می‌شود.
1. کاربرد‌ کاوی وب (Web usage mining)
2. محتوا‌کاوی وب (web content mining)
3. ساختار‌کاوی وب (web structure mining)

## کاربرد
فرآیند وب‌کاوی کاربرد به دنبال این موضوع است که کاربر چه چیزی را در اینترنت جستجو می‌کند. برخی از کاربران تنها به دنبال داده‌های متنی هستند، در صورتی‌که برخی دیگر به داده‌های چند‌رسانه‌ای علاقه‌مند هستند. همچنین وب‌کاوی کاربردی کمک می‌کند تا الگوهایی برای گروه خاصی از مردم یا کاربران اینترنت در حوزه‌ای خاص شناسایی شود. کاربرد وب‌کاوی همچنین می‌تواند بسته به نوع استفاده داده‌های مورد نظر به موارد بیشتری دسته‌بندی شود:
- وب سرور داده: داده‌های کاربران توسط وب سرور جمع‌آوری می‌شود. نمونه اطلاعات شامل آدرس آی پی، منابع صفحه و زمان دسترسی می‌شود.
- داده سرور برنامه: سرویس‌دهنده‌های تجاری دارای ویژگی‌های برجسته‌ای هستند که نرم‌افزارهای تجارت الکترونیکی را توانمند می‌سازند، تا با کمی تلاش در راس آن‌ها با کمترین هزینه ساخته شوند.

## ساختار
ساختار وب‌کاوی، فرآیند به کارگیری نظریه گراف به منظور تحلیل گره‌ها و ساختار ارتباطی یک وب‌سایت است. ساختار‌کاوی وب خود به دو دسته تقسیم می‌شود:
1. واکشی الگوها از لینک‌های وب: لینک عنصری ساختاری است که صفحه وب را به نقاط مختلف متصل می‌کند.
2. کاوش ساختار سند